# Gruppo Sportivo Porto Robur Costa 2013-2014
Questa voce raccoglie le informazioni riguardanti il Gruppo Sportivo Porto Robur Costa nelle competizioni ufficiali della stagione 2013-2014.

## Stagione
La stagione 2013-14 è per il Gruppo Sportivo Porto Robur Costa, sponsorizzato dalla CMC, la prima in Serie A1: il club infatti ottiene il diritto di partecipazione al massimo campionato italiano grazie all'acquisizione del titolo sportivo dal Gruppo Sportivo Robur Angelo Costa, società che si è fusa con il Porto Ravenna Volley dando vita proprio al Gruppo Sportivo Porto Robur Costa; come allenatore viene scelto Marco Bonitta, mentre i principali acquisti tra i giocatori sono quelli di Klemen Čebulj, Enrico Cester, Benjamin Toniutti, Andrea Bari, Niels Klapwijk e Stefano Mengozzi.
Il campionato si apre con due sconfitte mentre la prima vittoria arriva alla terza giornata ai danni del Callipo Sport: seguono quindi altri sei stop consecutivi, per poi conquistare due successi nelle ultime tre giornate del girone di andata, che fanno arrivare la squadra al penultimo posto in classifica, non consentendo la qualificazione alla Coppa Italia. Maggiori soddisfazioni regala il girone di ritorno segnato nella parte centrale da tre vittorie di fila a cui si aggiungono poi altri due successi che portano la società ravennate a chiudere la regular season al nono posto: nei quarti di finale dei play-off Challenge Cup la sfida è contro il BluVolley Verona, che viene superato con una vittoria sia nella gara di andata che in quella di ritorno, così come avviene in semifinale contro la Pallavolo Modena; il Piemonte Volley è l'avversario della finale, sul quale il Gruppo Sportivo Porto Robur Costa ha la meglio solo al tie-break, centrando la qualificazione alla Challenge Cup 2014-15.

## Organigramma societario
Area direttiva
- Presidente: Luca Casadio
- Presidente onorario: Giuseppe Brusi, Paolo Morgani
- Vicepresidente: Damiano Donati
- Direttore generale: Giuseppe Cormio
- Segreteria generale: Irene Georgiou
- Segreteria di direzione: Tamara Pantaleone

Area organizzativa
- Team manager: Stefano Margutti
- Gestione sponsor tecnici: Corrado Scozzoli
- Responsabile palasport: Claudio Zauli
- Organizzazione: Roberto Costa

Area tecnica
- Allenatore: Marco Bonitta
- Allenatore in seconda: Cristiano Lucchi
- Scout man: Fabio Dalla Fina, Massimo Melandri
- Responsabile settore giovanile: Marco Bonitta, Stefano Margutti
- Coordinatore settore giovanile: Stefano Chierici, Gianluca Valmorri

Area comunicazione
- Ufficio stampa: Sandro Camerani
- Relazioni esterne: Paolo Badiali

Area marketing
- Ufficio marketing: Sergio Guerrini, Marta Bazzanti
- Logistica: Alessio Saporetti
- Biglietteria: Maria Pia Bissi

Area sanitaria
- Medico: Massimo Argnani
- Staff medico: Alberto Beluatti, Carlo Casadio, Loris Macrì, Giancarlo Masi, Ivan Nanni, Alessandro Nobili, Pietro Querzani
- Preparatore atletico: Maurizio Gardenghi
- Fisioterapista: Matteo Baccarini
- Ortopedico: Massimo Cirilli
- Osteopata: Flavio Tiene

## Rosa
| N° | Nome               | Ruolo | Data di nascita   | Nazionalità sportiva |
| -- | ------------------ | ----- | ----------------- | -------------------- |
| 1  | Stefano Mengozzi   | C     | 6 maggio 1985     | Italia               |
| 2  | Joseph Kauliakamoa | P     | 12 agosto 1989    | Stati Uniti          |
| 4  | Fabio Ricci        | C     | 11 luglio 1994    | Italia               |
| 5  | Manuele Cricca     | C     | 7 gennaio 1981    | Italia               |
| 6  | Benjamin Toniutti  | P     | 30 ottobre 1989   | Francia              |
| 7  | Kévin Tillie       | S     | 2 novembre 1990   | Francia              |
| 8  | Jani Jeliazkov     | S     | 15 settembre 1992 | Bulgaria             |
| 9  | Rafaīl Koumentakīs | S     | 5 maggio 1993     | Grecia               |
| 10 | Enrico Scarpi      | L     | 2 ottobre 1995    | Italia               |
| 10 | Riccardo Goi       | L     | 24 agosto 1992    | Italia               |
| 12 | Giuseppe Patriarca | S     | 23 marzo 1977     | Italia               |
| 14 | Niels Klapwijk     | S/O   | 19 settembre 1985 | Paesi Bassi          |
| 15 | Enrico Cester      | C     | 16 marzo 1988     | Italia               |
| 16 | Andrea Bari        | L     | 5 marzo 1980      | Italia               |
| 17 | Klemen Čebulj      | S     | 21 febbraio 1992  | Slovenia             |

## Mercato
| Acquisti | Acquisti           | Acquisti                 | Acquisti   |
| R.       | Nome               | da                       | Modalità   |
| -------- | ------------------ | ------------------------ | ---------- |
| L        | Andrea Bari        | Trentino                 | definitivo |
| S        | Klemen Čebulj      | Altotevere               | definitivo |
| C        | Enrico Cester      | New Mater                | definitivo |
| C        | Manuele Cricca     | Porto Ravenna            | definitivo |
| L        | Riccardo Goi       | Tricolore                | definitivo |
| S        | Jani Jeliazkov     | Levski Sofia             | definitivo |
| P        | Joseph Kauliakamoa | Team Bratislava          | definitivo |
| S/O      | Niels Klapwijk     | Callipo                  | definitivo |
| S        | Rafaīl Koumentakīs | Ethnikos Alexandroupolīs | definitivo |
| C        | Stefano Mengozzi   | Robur Angelo Costa       | definitivo |
| S        | Giuseppe Patriarca | Argos                    | definitivo |
| C        | Fabio Ricci        | Lube                     | definitivo |
| L        | Enrico Scarpi      | Robur Angelo Costa       | definitivo |
| S        | Kévin Tillie       | UC Irvine                | definitivo |
| P        | Benjamin Toniutti  | Arago de Sète            | definitivo |

## Risultati

### Serie A1

#### Girone di andata
| 1ª giornata - 20 ottobre 2013 PalaPanini, Modena            | Modena            | 3 - 0 | Porto Robur Costa  | 25-18, 25-19, 28-26               |
| 2ª giornata - 27 ottobre 2013 PalaDeAndrè, Ravenna          | Porto Robur Costa | 0 - 3 | Trentino           | 19-25, 23-25, 19-25               |
| 3ª giornata - 3 novembre 2013 PalaDeAndrè, Ravenna          | Porto Robur Costa | 3 - 1 | Callipo            | 22-25, 25-15, 25-19, 25-23        |
| 4ª giornata - 10 novembre 2013 PalaBanca, Piacenza          | Piacenza          | 3 - 0 | Porto Robur Costa  | 25-19, 25-17, 25-23               |
| 5ª giornata - 17 novembre 2013 PalaDeAndrè, Ravenna         | Porto Robur Costa | 2 - 3 | BluVolley Verona   | 21-25, 27-25, 16-25, 37-35, 11-15 |
| 6ª giornata - 27 novembre 2013 PalaKemon, San Giustino      | Città di Castello | 3 - 2 | Porto Robur Costa  | 25-23, 25-23, 23-25, 18-25, 20-18 |
| 7ª giornata - 1º dicembre 2013 PalaBreBanca, Cuneo          | Piemonte          | 3 - 1 | Porto Robur Costa  | 20-25, 25-21, 25-22, 25-20        |
| 8ª giornata - 8 dicembre 2013 PalaDeAndrè, Ravenna          | Porto Robur Costa | 1 - 3 | Sir Safety Perugia | 24-26, 23-25, 25-23, 23-25        |
| 9ª giornata - 15 dicembre 2013 PalaPoli, Molfetta           | Molfetta          | 0 - 3 | Porto Robur Costa  | 25-27, 23-25, 21-25               |
| 10ª giornata - 22 dicembre 2013 PalaFontescodella, Macerata | Lube              | 3 - 0 | Porto Robur Costa  | 25-23, 25-20, 25-15               |
| 11ª giornata - 8 gennaio 2014 PalaDeAndrè, Ravenna          | Porto Robur Costa | 3 - 2 | Top Volley Latina  | 25-22, 24-26, 21-25, 25-23, 15-12 |

#### Girone di ritorno
| 12ª giornata - 12 gennaio 2014 PalaDeAndrè, Ravenna        | Porto Robur Costa  | 1 - 3 | Modena            | 15-25, 18-25, 26-24, 17-25        |
| 13ª giornata - 19 gennaio 2014 PalaTrento, Trento          | Trentino           | 3 - 0 | Porto Robur Costa | 25-19, 25-19, 25-19               |
| 14ª giornata - 26 gennaio 2014 PalaValentia, Vibo Valentia | Callipo            | 2 - 3 | Porto Robur Costa | 29-27, 21-25, 15-25, 25-17, 13-15 |
| 15ª giornata - 26 febbraio 2014 PalaDeAndrè, Ravenna       | Porto Robur Costa  | 1 - 3 | Piacenza          | 25-15, 27-29, 24-26, 22-25        |
| 16ª giornata - 9 febbraio 2014 PalaOlimpia, Verona         | BluVolley Verona   | 2 - 3 | Porto Robur Costa | 25-18, 15-25, 25-23, 23-25, 11-15 |
| 17ª giornata - 16 febbraio 2014 PalaDeAndrè, Ravenna       | Porto Robur Costa  | 3 - 1 | Città di Castello | 25-22, 25-21, 18-25, 25-23        |
| 18ª giornata - 23 febbraio 2014 PalaDeAndrè, Ravenna       | Porto Robur Costa  | 3 - 0 | Piemonte          | 25-18, 25-21, 25-22               |
| 19ª giornata - 1º marzo 2014 PalaEvangelisti, Perugia      | Sir Safety Perugia | 3 - 0 | Porto Robur Costa | 25-20, 25-17, 25-12               |
| 20ª giornata - 8 marzo 2014 PalaDeAndrè, Ravenna           | Porto Robur Costa  | 2 - 3 | Molfetta          | 27-29, 26-24, 26-28, 25-15, 18-20 |
| 21ª giornata - 16 marzo 2014 PalaDeAndrè, Ravenna          | Porto Robur Costa  | 3 - 2 | Lube              | 21-25, 25-20, 25-21, 19-25, 18-16 |
| 22ª giornata - 23 marzo 2014 PalaBianchini, Latina         | Top Volley Latina  | 3 - 0 | Porto Robur Costa | 25-19, 25-17, 25-22               |

#### Play-off Challenge Cup
| Quarti di finale (andata) - 6 aprile 2014 PalaDeAndrè, Ravenna  | Porto Robur Costa | 3 - 2 | BluVolley Verona  | 25-13, 32-34, 25-17, 20-25, 15-12 |
| Quarti di finale (ritorno) - 13 aprile 2014 PalaOlimpia, Verona | BluVolley Verona  | 1 - 3 | Porto Robur Costa | 31-29, 20-25, 15-25, 23-25        |
| Semifinali (andata) - 24 aprile 2014 PalaDeAndrè, Ravenna       | Porto Robur Costa | 3 - 0 | Modena            | 25-20, 25-17, 30-28               |
| Semifinali (ritorno) - 27 aprile 2014 PalaPanini, Modena        | Modena            | 0 - 3 | Porto Robur Costa | 18-25, 19-25, 19-25               |
| Finale - 30 aprile 2014 PalaBreBanca                            | Piemonte          | 2 - 3 | Porto Robur Costa | 23-25, 22-25, 25-18, 25-23, 14-16 |

## Statistiche

### Statistiche di squadra
| Competizione | Punti | In casa | In casa | In casa | In trasferta | In trasferta | In trasferta | Totale | Totale | Totale |
| Competizione | Punti | G       | V       | P       | G            | V            | P            | G      | V      | P      |
| ------------ | ----- | ------- | ------- | ------- | ------------ | ------------ | ------------ | ------ | ------ | ------ |
| Serie A1     | 23    | 13      | 7       | 6       | 14           | 6            | 8            | 27     | 13     | 14     |
| Totale       | -     | 13      | 7       | 6       | 14           | 6            | 8            | 27     | 13     | 14     |

G = partite giocate; V = partite vinte; P = partite perse

### Statistiche dei giocatori
| Giocatore      | Serie A1 | Serie A1 | Serie A1 | Serie A1 | Serie A1 | Totale | Totale | Totale | Totale | Totale |
| Giocatore      | P        | PT       | AV       | MV       | BV       | P      | PT     | AV     | MV     | BV     |
| -------------- | -------- | -------- | -------- | -------- | -------- | ------ | ------ | ------ | ------ | ------ |
| A. Bari        | 26       | 1        | 1        | -        | -        | 26     | 1      | 1      | -      | -      |
| K. Čebulj      | 27       | 404      | 331      | 33       | 40       | 27     | 404    | 331    | 33     | 40     |
| E. Cester      | 27       | 213      | 138      | 62       | 13       | 27     | 213    | 138    | 62     | 13     |
| M. Cricca      | 19       | 30       | 22       | 5        | 3        | 19     | 30     | 22     | 5      | 3      |
| R. Goi         | 6        | -        | -        | -        | -        | 6      | -      | -      | -      | -      |
| J. Jeliazkov   | 11       | 12       | 9        | 2        | 1        | 11     | 12     | 9      | 2      | 1      |
| J. Kauliakamoa | 24       | 12       | 7        | 5        | 0        | 24     | 12     | 7      | 5      | 0      |
| N. Klapwijk    | 26       | 391      | 332      | 28       | 31       | 26     | 391    | 332    | 28     | 31     |
| R. Koumentakīs | 20       | 57       | 48       | 3        | 6        | 20     | 57     | 48     | 3      | 6      |
| S. Mengozzi    | 27       | 222      | 161      | 56       | 5        | 27     | 222    | 161    | 56     | 5      |
| G. Patriarca   | 22       | 14       | 11       | 1        | 2        | 22     | 14     | 11     | 1      | 2      |
| E. Scarpi      | 4        | -        | -        | -        | -        | 4      | -      | -      | -      | -      |
| K. Tillie      | 25       | 321      | 277      | 34       | 10       | 25     | 321    | 277    | 34     | 10     |
| B. Toniutti    | 25       | 44       | 16       | 15       | 13       | 25     | 44     | 16     | 15     | 13     |
| F. Ricci       | 1        | 2        | 2        | 0        | 0        | 1      | 2      | 2      | 0      | 0      |

P = presenze; PT = punti totali; AV = attacchi vincenti; MV = muri vincenti; BV = battute vincenti